# Norma Lorre Goodrich
Pour les articles homonymes, voir Goodrich.
Norma Lorre Goodrich, née le 10 mai 1917 à Huntington et morte le 19 septembre 2006 à Claremont à l'âge de 89 ans, est une professeure émérite et écrivaine prolifique américaine, qui s'est intéressée toute sa vie à la légende arthurienne. Elle postule que le roi Arthur était une personne réelle qui a vécu en Écosse, que Guenièvre était une reine picte, et Lancelot un roi écossais.